# Aleksandra Smiljanić
Pour les articles homonymes, voir Smiljanić.
Aleksandra Smiljanić (en serbe cyrillique : Александра Смиљанић ; née le 12 juin 1970 à Belgrade) est une femme politique serbe. Membre du Parti démocratique, elle est ministre des Télécommunications et de la Société de l'information dans le second gouvernement de Vojislav Koštunica.

## Biographie
Aleksandra Smiljanić obtient une licence à la Faculté de génie électrique de l'Université de Belgrade, puis un master et un doctorat de l'université de Princeton, respectivement en 1996 et 1999. Elle enseigne à la Faculté de génie électrique de Belgrade et est professeur associé à l'Université Polytechnique de New York et à l'Université Stony Brook de l'État de New-York. Son domaine de recherche est l'architecture et le contrôle interne des commutations de paquets à haute capacité. Elle a également travailler à la mise au point d'algorithmes pour des réseaux de commutation en anneaux. Elle est l'auteur de nombreuses contributions, conférences ou articles, dans le domaine de la commutation et du routage. Aux États-Unis, elle a déposé sept brevets pour ses inventions, ainsi que deux brevets d'application. Certains de ses brevets ont été ensuite homologués en Europe, au Japon ou encore en Chine. Depuis 2003, elle est rédactrice en chef de l'OSA Journal, sur réseau optique, et, depuis 2005, elle est aussi rédactrice en chef de la Lettre de l'IEEE Communications Society.